# 奥尔昆·柯克曲
奥尔昆·柯克曲（土耳其語：Orkun Kökçü，發音：[oɾˈkun ˈkœktʃy]；2000年12月29日—），是一名在荷兰出生的土耳其足球运动员，场上司职前腰，目前效力于葡超豪门賓菲加，也是土耳其国家队队员之一。

## 俱乐部生涯
柯克曲是格罗宁根青训出品。在加盟“绿白军团”之前，他曾在他的家乡哈勒姆附近效力过多支当地球队。2014年，柯克曲加盟了费耶诺德青训学院。2018年9月17日，在费耶诺德4-0完胜海莫特的荷兰杯第一轮比赛中，17岁的柯克曲首发登场，完成了一线队首秀。在第45分钟时，他甚至打入了球队在比赛中的第二粒进球，也是他职业生涯的首球。2018年12月9日，在费耶诺德客场4-1大胜埃门的比赛中，柯克曲在第46分钟时替补登场，完成了自己的荷甲首秀，并在比赛中传射建功。2019年4月10日，柯克曲与费耶诺德续约至2023年。2020年6月26日，他与这家鹿特丹俱乐部达成一致，与球队再次续约两年，新的合同将在2024-25赛季后才会到期。

## 国家队生涯
柯克曲曾是一名荷兰青年国脚，代表过荷兰U-18及荷兰U-19国青队。2019年7月，柯克曲宣布将会为土耳其国家队效力。2019年9月6日，在土耳其U-21国青队2-3不敌英格兰的欧青赛预选赛中，柯克曲首次为土耳其出场。
2020年9月6日，在土耳其客场0-0战平塞尔维亚的欧国联比赛中，柯克曲首发登场，完成了国家队首秀，在第60分钟时被云代尔换下。

## 个人生活
柯克曲出生在荷兰城市哈勒姆，拥有土耳其血统。他也是另一名足球运动员奥赞·科克屈的弟弟，后者效力于萨巴FC，并代表阿塞拜疆国青队参加国际比赛。

## 荣誉

### 俱乐部
费耶诺德
- 克鲁伊夫盾冠军：2018（英语：2018 Johan Cruyff Shield）[16]

## 生涯数据
最後更新：2020年3月8日
| 俱乐部   | 赛季     | 联赛     | 联赛 | 联赛 | 杯赛 | 杯赛 | 欧战 | 欧战 | 合计 | 合计 |
| 俱乐部   | 赛季     | 联赛级别 | 出场 | 进球 | 出场 | 进球 | 出场 | 进球 | 出场 | 进球 |
| -------- | -------- | -------- | ---- | ---- | ---- | ---- | ---- | ---- | ---- | ---- |
| 费耶诺德 | 2018–19  | 荷甲     | 11   | 3    | 1    | 1    | 0    | 0    | 14   | 4    |
| 费耶诺德 | 2019–20  | 荷甲     | 22   | 2    | 4    | 0    | 9    | 1    | 35   | 3    |
| 费耶诺德 | 合计     | 合计     | 33   | 3    | 5    | 1    | 9    | 1    | 49   | 7    |
| 生涯合计 | 生涯合计 | 生涯合计 | 33   | 3    | 5    | 1    | 9    | 1    | 49   | 7    |

1. ↑  由于荷兰的COVID-19疫情，该赛季提前结束